# Kuurne-Brussel·les-Kuurne 2017
La Kuurne-Brussel·les-Kuurne 2017 va ser la 69a edició de la Kuurne-Brussel·les-Kuurne. Es disputà el 26 de febrer de 2017 sobre un recorregut de 200,7 km amb sortida i arribada a Kuurne.
El vencedor final fou l'eslovac Peter Sagan (Bora-Hansgrohe) que s'imposà a l'esprint davant Jasper Stuyven (Trek-Segafredo) i Luke Rowe (Team Sky).

## Equips
L'organització convidà a 25 equips a prendre part en aquesta cursa
| WorldTeams (14)- AG2R La Mondiale - Astana - Bahrain-Merida - BMC Racing Team - Bora-Hansgrohe - Cannondale-Drapac - FDJ - Katusha-Alpecin - Lotto NL-Jumbo - Lotto-Soudal - Orica-Scott - Quick-Step Floors - Sky - Trek-Segafredo Equips continentals professionals (9)- Cofidis, Solutions Crédits - Direct Énergie - Fortuneo-Vital Concept - Israel Cycling Academy - Roompot-Nederlandse Loterij - Sport Vlaanderen-Baloise - Verandas Willems-Crelan - Wanty-Groupe Gobert - WB-Veranclassic-Aqua Protect Equips continentals (2)- Cibel-Cebon - Pauwels Sauzen-Vastgoedservice |
| |

## Classificació final
| \| Classificació general \| Classificació general \| Classificació general \| Classificació general \| Classificació general \| \| Corredor \| Corredor \| Equip \| Temps \| \| \| --------------------- \| --------------------- \| --------------------- \| --------------------- \| --------------------- \| \| 1r \| Peter Sagan \| Bora-Hansgrohe \| 4h 37' 49" \| \| \| 2n \| Jasper Stuyven \| Trek-Segafredo \| + 0" \| \| \| 3r \| Luke Rowe \| Team Sky \| + 0" \| \| \| 4t \| Tiesj Benoot \| Lotto-Soudal \| + 0" \| \| \| 5è \| Matteo Trentin \| Quick-Step Floors \| + 0" \| \| \| 6è \| Arnaud Démare \| FDJ \| + 6" \| \| \| 7è \| Greg Van Avermaet \| BMC Racing Team \| + 6" \| \| \| 8è \| Oliver Naesen \| AG2R La Mondiale \| + 6" \| \| \| 9è \| Zdeněk Štybar \| Quick-Step Floors \| + 6" \| \| \| 10è \| Baptiste Planckaert \| Katusha-Alpecin \| + 6" \| \| |                     |                   |            |
| |                     |                   |            |
| Fonts: ProCyclingStats Cycling Quotient Cycling Archives |                     |                   |            |
| Classificació general |                     |                   |            |
| Corredor | Corredor            | Equip             | Temps      |
| 1r | Peter Sagan         | Bora-Hansgrohe    | 4h 37' 49" |
| 2n | Jasper Stuyven      | Trek-Segafredo    | + 0"       |
| 3r | Luke Rowe           | Team Sky          | + 0"       |
| 4t | Tiesj Benoot        | Lotto-Soudal      | + 0"       |
| 5è | Matteo Trentin      | Quick-Step Floors | + 0"       |
| 6è | Arnaud Démare       | FDJ               | + 6"       |
| 7è | Greg Van Avermaet   | BMC Racing Team   | + 6"       |
| 8è | Oliver Naesen       | AG2R La Mondiale  | + 6"       |
| 9è | Zdeněk Štybar       | Quick-Step Floors | + 6"       |
| 10è | Baptiste Planckaert | Katusha-Alpecin   | + 6"       |